# Tx23
Tx23 – seria parowozów wąskotorowych PKP – tendrzaków o układzie osi D, zbudowanych w 1923 roku w niemieckiej firmie Hanomag. Przed II wojną światową nosiły oznaczenia serii D3, od 1947 roku Tx23, a po 1961 roku zaliczono je do serii Tx4. Niektóre zostały przebudowane w 1963 r. na lokomotywy z tendrem doczepnym.

## Historia budowy
W 1923 roku Polskie Koleje Państwowe zakupiły w niemieckiej firmie Hanomag w Hanowerze serię 15 lokomotyw na tor szerokości 600 mm (stosunkowo liczną jak na polski różnorodny tabor kolei wąskotorowych tego czasu). Nosiły one numery fabryczne 10194–10208 i nadano im początkowo oznaczenie serii PKP D3.

## Konstrukcja
Lokomotywy należały do wąskotorowych tendrzaków o układzie osi D, z dwucylindrowym silnikiem bliźniaczym na parę nasyconą (Dn2t). Budka maszynisty była otwarta po bokach, z połówkowymi drzwiczkami. W skrzyniach po bokach kotła przewożono 2,5 m³ wody, a w skrzyni węglowej z tyłu budki – 1,2 t węgla. Zmodyfikowane lokomotywy, z usuniętą tylną skrzynią na węgiel i dodanymi drzwiami budki z tyłu, używane były z dwuosiowym tendrem doczepnym. Parowóz wyposażony był w parowy eżektor z długim wężem zbrojonym do nabierania wody.
Kocioł był płomieniówkowy, z miedzianą skrzynią ogniową, po wojnie zamienianą na stalową. Na kotle umieszczony był zbieralnik pary, w którym zamontowana była zaworowa przepustnica pary wraz z osuszaczem, z napędem wewnętrznym. Piasecznica o napędzie ręcznym, umieszczona na kotle, podawała piasek pod pierwszą oś. Zasilanie w wodę zapewniały inżektory ssąco-tłoczące Friedmanna (wydajność 60 l/min). Pierwotna niemiecka armatura kotła zamieniana była czasami podczas remontów na polską znormalizowaną typu Ferrum. Na kominie zainstalowany był odiskiernik siatkowy.
Ostoja była belkowa (belki grubości 60 mm) z odsprężynowaniem górnym kombinowanym i czterema punktami podparcia. Na wzmocnionych czołownicach zamontowano zderzaki centralne ze sprzęgiem orczykowym. Parowóz mógł pokonywać łuki o promieniu 35 m.
Lokomotywy wykorzystywały bliźniaczy silnik parowy, z suwakami tłoczkowymi, z samoczynnymi wyrównywaczami ciśnień cylindrów. Smarowanie silników zapewniał lubrykator, zastępowany po wojnie smarotłoczniami Friedmanna. Napęd od silnika przenoszony był na trzecią oś wiązaną, poprzez jednoprowadnicowe krzyżulce i dość długie korbowody. Cechą charakterystyczną był większy rozstaw między trzecią i czwartą osią wiązaną (1200 mm), niż między pierwszymi trzema (po 800 mm). Hamulec ręczny dźwigniowy (rzutowy) działał na pierwsze trzy osie. Parowóz posiadał mechanizm parorozdzielczy Heusingera. Pierwotne oświetlenie naftowe zamieniano podczas remontów na elektryczne, z turbozespołu.

## Eksploatacja
Parowozy weszły najpierw do służby na Kujawskich Kolejach Wąskotorowych, stacjonując w parowozowniach Krośniewice i Sompolno, lecz po okresie próbnej eksploatacji pozostawiono tam dwie lokomotywy, a pozostałe przeniesiono na inne koleje, m.in. Jędrzejowską i Ostrołęcką. Niektóre lokomotywy przebudowano na tor szerokości 750 mm (co umożliwiała konstrukcja lokomotywy) i skierowano na inne koleje PKP. Podczas II wojny światowej 13 lokomotyw, przejętych przez Niemcy, jeździło na kolejach w Generalnym Gubernatorstwie, z niemieckimi numerami serii 99 (standardowymi dla lokomotyw wąskotorowych), m.in. 99 1597.

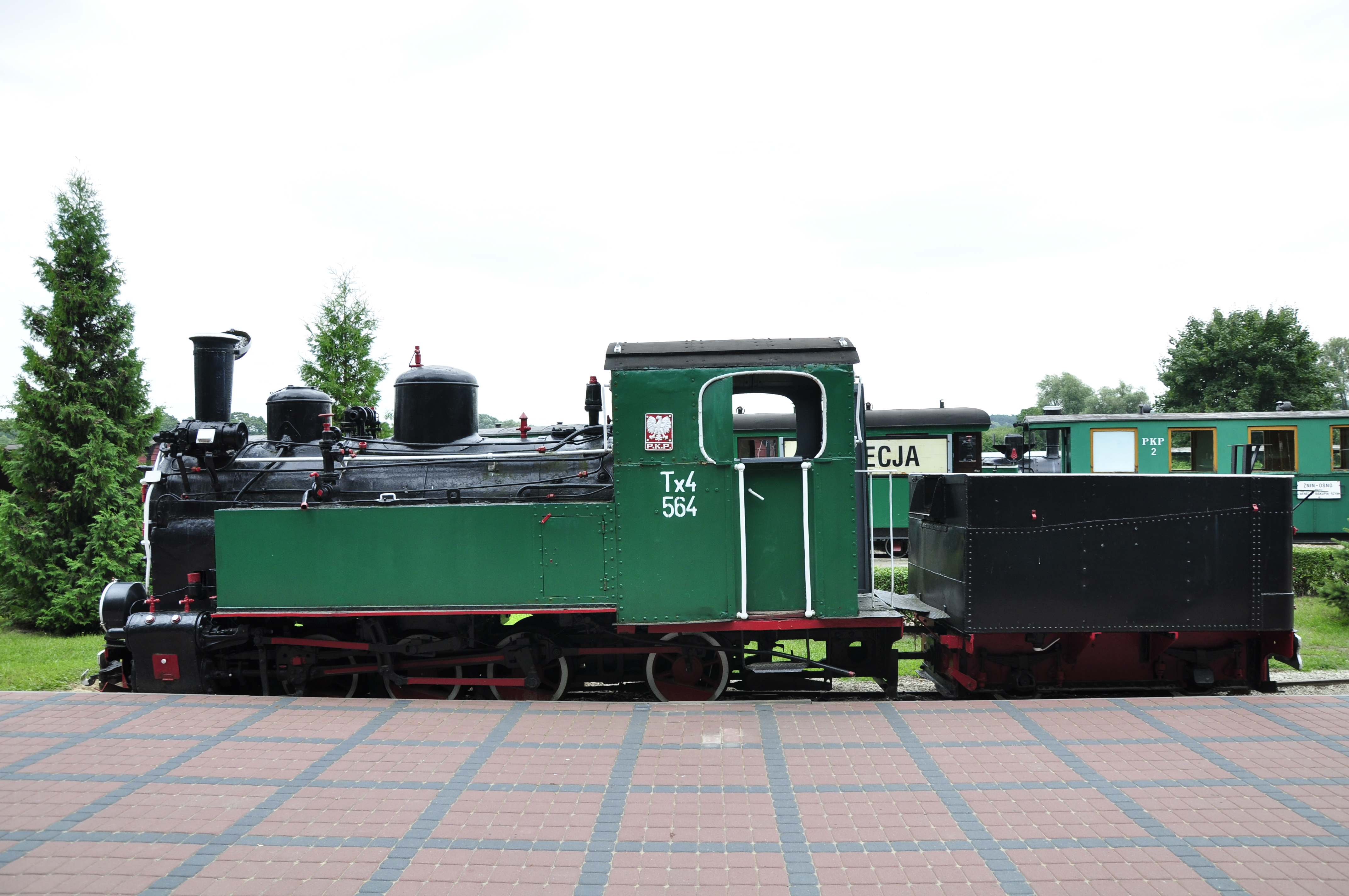
Tx4-564 w skansenie w Wenecji

Po wojnie PKP odzyskały 13 lokomotyw, które w 1947 roku otrzymały nowe oznaczenia serii Tx23 i nowe numery inwentarzowe z zakresu powyżej 500. Po zmianie systemu oznaczeń w 1961 roku, zostały zaliczone do serii Tx4 (wraz z niektórymi innymi lokomotywami podobnej mocy o takim układzie osi, jako lokomotywy niepolskiej konstrukcji).
W 1963 roku cztery lokomotywy zostały przebudowane na lokomotywy z tendrem doczepnym, na tor szerokości 750 mm, przy czym zmieniono ich numery inwentarzowe na powyżej 1300 z powodu zmienionej szerokości toru. W 1968 roku zostały one przebudowane z powrotem na tor 600 mm, z ponowną zmianą numerów inwentarzowych na powyżej 500 (inne, niż początkowo).
Parowóz z tendrem Tx4-564 (poprzednie oznaczenia D-1613 (DRB) 99 1597, Tx23-558, Tx4-558, Tx4-1318) od 1986 roku znajduje się Muzeum Kolei Wąskotorowej w Wenecji.
Używane w Polsce lokomotywy tego typu (dane niepełne):
| Numer fabryczny | Rok prod. | Oznaczenia     | Oznaczenia      | Oznaczenia  | Oznaczenia                   | Los                   |
| Numer fabryczny | Rok prod. | PKP do 1939    | DRG/PKP 1940-47 | PKP 1947-60 | PKP od 1961                  | Los                   |
| --------------- | --------- | -------------- | --------------- | ----------- | ---------------------------- | --------------------- |
| Hanomag 10194   | 1923      | ?              | ?               | ?           | ?                            | ?                     |
| Hanomag 10195   | 1923      | D3-422         | 99 1600         | Tx23-553    | Tx4-553                      | wycofany 28. 12. 1966 |
| Hanomag 10196   | 1923      | ?              | ?               | ?           | ?                            | ?                     |
| Hanomag 10197   | 1923      | ?              | ?               | ?           | ?                            | ?                     |
| Hanomag 10198   | 1923      | ?              | ?               | ?           | ?                            | ?                     |
| Hanomag 10199   | 1923      | D3-426         | 99 1574         | Tx23-562    | Tx4-562 → Tx4-1319 → Tx4-565 | wycofany              |
| Hanomag 10200   | 1923      | D3-427         | 99 1584         | Tx23-552    | Tx4-552                      | wycofany 24. 1. 1968  |
| Hanomag 10201   | 1923      | ?              | ?               | ?           | ?                            | ?                     |
| Hanomag 10202   | 1923      | ?              | ?               | ?           | ?                            | ?                     |
| Hanomag 10203   | 1923      | ?              | ?               | ?           | ?                            | ?                     |
| Hanomag 10204   | 1923      | D3-822, D-1613 | 99 1597         | Tx23-558    | Tx4-558 → Tx4-1318 → Tx4-564 | eksponat              |
| Hanomag 10205   | 1923      | ?              | ?               | ?           | ?                            | ?                     |
| Hanomag 10206   | 1923      | D3-823         | 99 1587         | Tx23-565    | Tx4-566                      | wycofany 1975         |
| Hanomag 10207   | 1923      | ?              | ?               | ?           | ?                            | ?                     |
| Hanomag 10208   | 1923      | D3-825         | 99 1596         | Tx23-557    | Tx4-557                      | wycofany 25. 10. 1965 |